# Манджиль
Манджиль (перс. مَنجیل) — город в Иране в шахрестане Рудбар остана Гилян. Манджиль является торговым центром шахрестана Рудбар. Около города находится плотина Сефидруд. Манджиль известен как город ветрогенераторов Ирана.

## Происхождение названия
Название города Манджиль в доисламский период звучало как «Мангиль». На среднеперсидском языке (пехлеви) «манищн» означало «дом», «место жительства», «ман» — дом, а «манищних» — жизнь. Манджиль, таким образом, значит «место жительства гиляков».

## География
Манджиль расположен в горном регионе на восточном берегу Сефидруда. В этом регионе дуют сильные ветры. В последние годы было построено много ветровых электростанций в районе Манджиля.

## Достопримечательности
Среди достопримечательностей надо выделить парк города Манджиль, а также родник Калящтар, расположенный примерно на 1 км ниже по течению плотины Сефидруд.

## Распространенные языки
В Манджиле распространены следующие языки: азербайджанский, курдский, лурский, лакский. Большинство жителей Манджиля говорят по-азербайджански.

## Демографическая динамика
Согласно трем последним переписям, проведенным в 1996, 2006 и 2011 гг. население Манджиля характеризовалось следующей демографической динамикой: оно быстро росло с 14 679 до 17 179 человек, а затем рост значительно замедлился, и его население оказалось равно 17 396 человек. За 2011 г. есть данные и о половом составе населения города Манджиль. В нём в тот год проживало 9104 мужчины и 8292 женщины, а соотношение полов составляло 110 мужчин на 100 женщин. Таким образом, город характеризовало резкое преобладание мужского населения. Среднегодовые темпы общего роста населения Манджиля составили в 1996—2006 гг. 1,6 %, что является довольно высоким темпом, но затем резко упали до 0,25 % в год. То есть Манджиль испытал исключительно сильное падение темпов роста населения, что может быть связано с резким падением в нём рождаемости. В городе проживала достаточно большая часть населения шахрестана Рудбар — на 2011 г. — 17,2 %. Манджиль растет очень медленно по сравнению со столицей Гиляна, городом Решт: если принять его население за 100 %, то в Манджиле в 2006 г. проживало 3,1 %, а в 2011 г. — только 2,7 % его населения (минус 0,4 %).